# Charlottenplatz (Stuttgart)

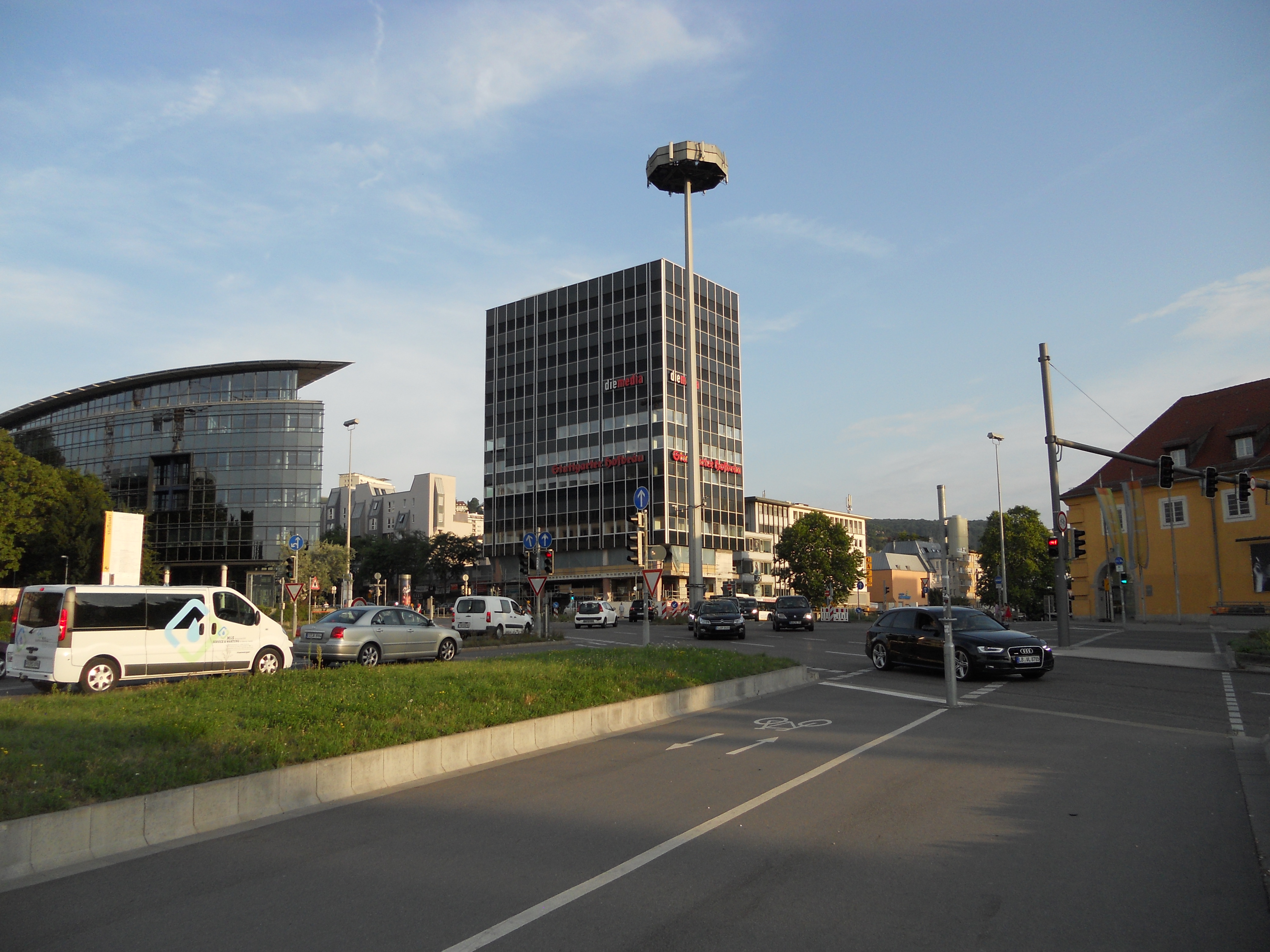
Der Verkehrsknoten Charlottenplatz, rechts im Bild das Alte Waisenhaus.

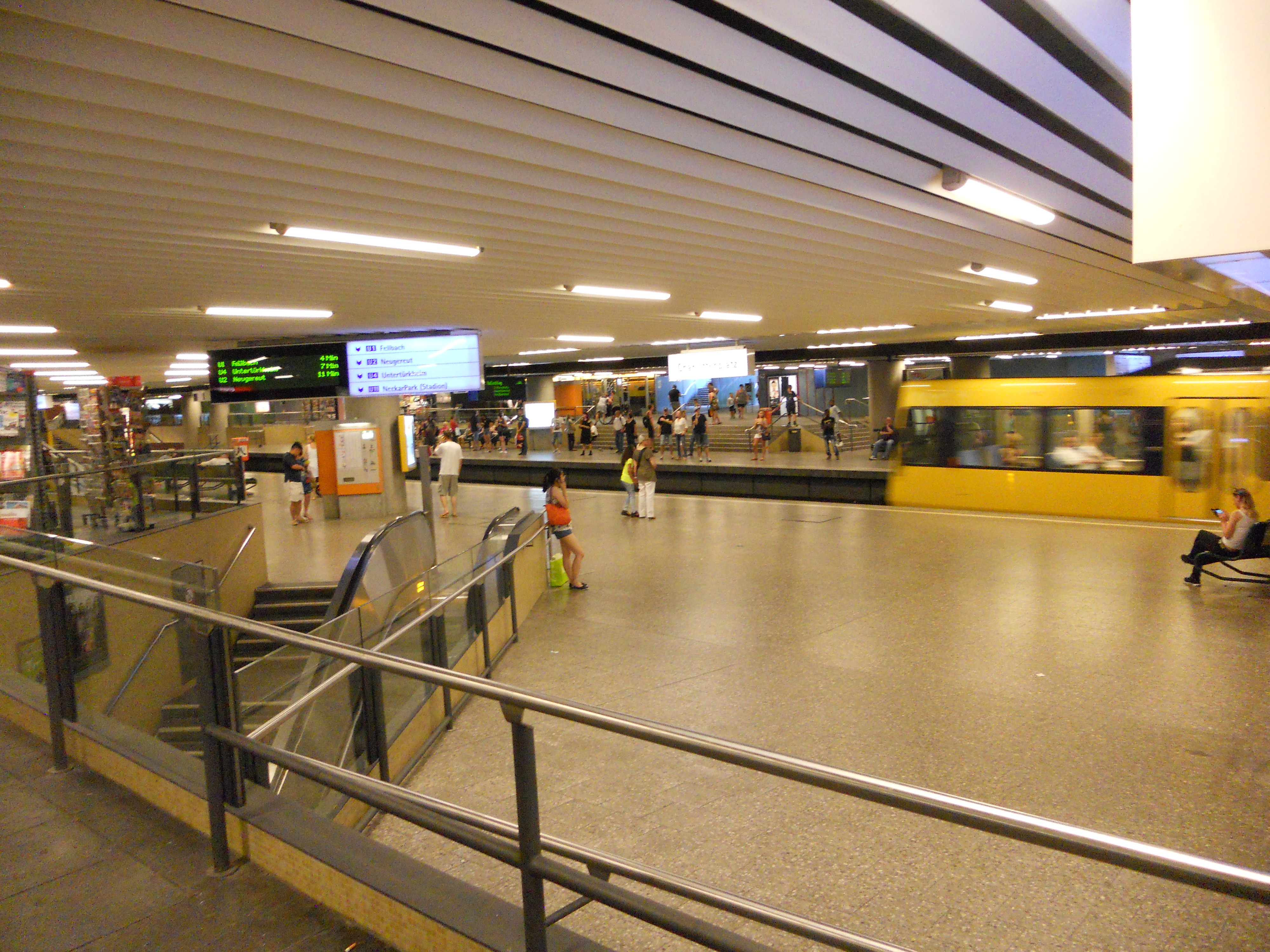
Obere Ebene des Stadtbahnknotens Charlottenplatz

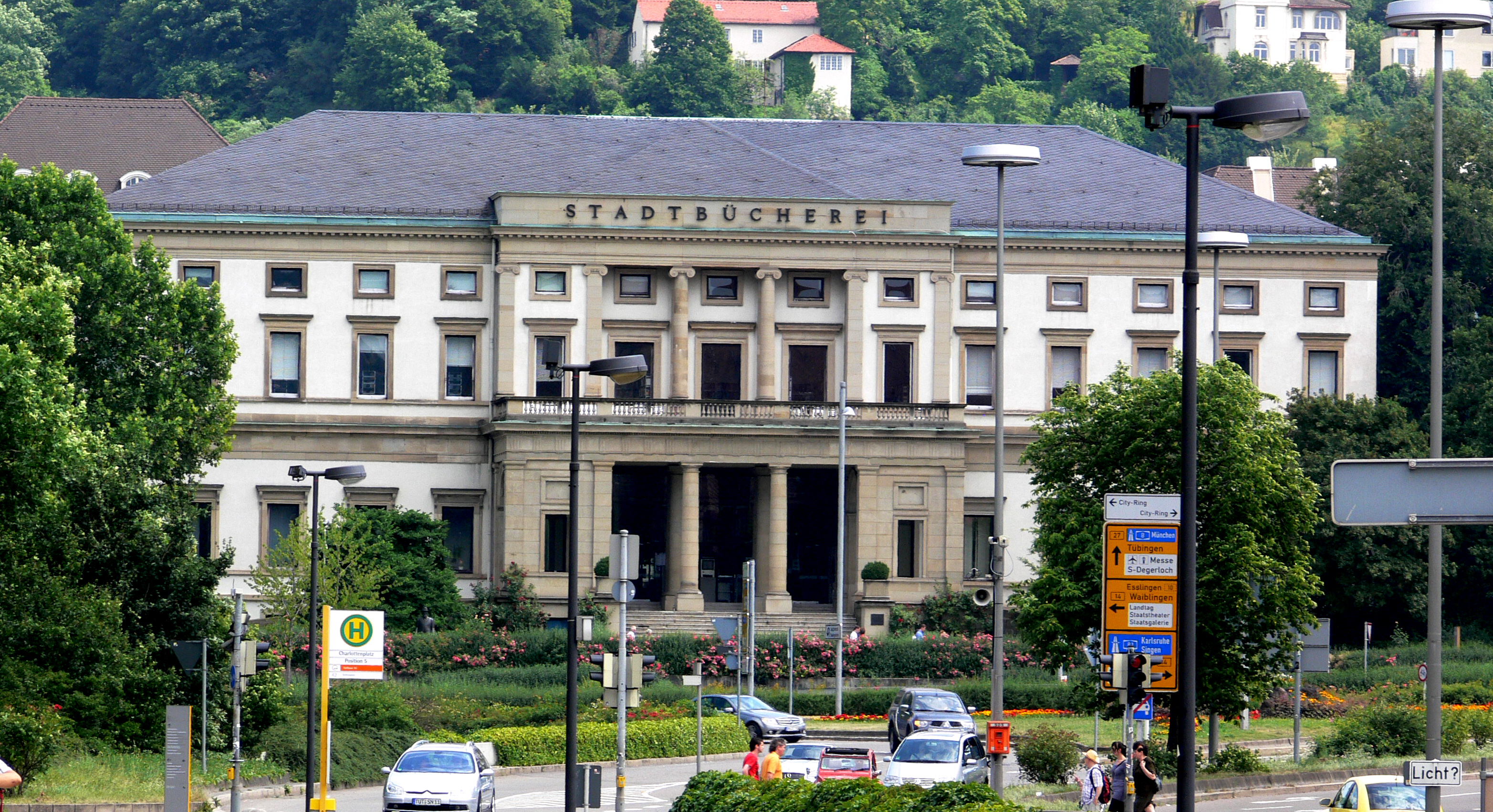
Im Vordergrund die „Planie“, im Hintergrund das Wilhelmspalais. Rechts im Bild der Charlottenplatz.

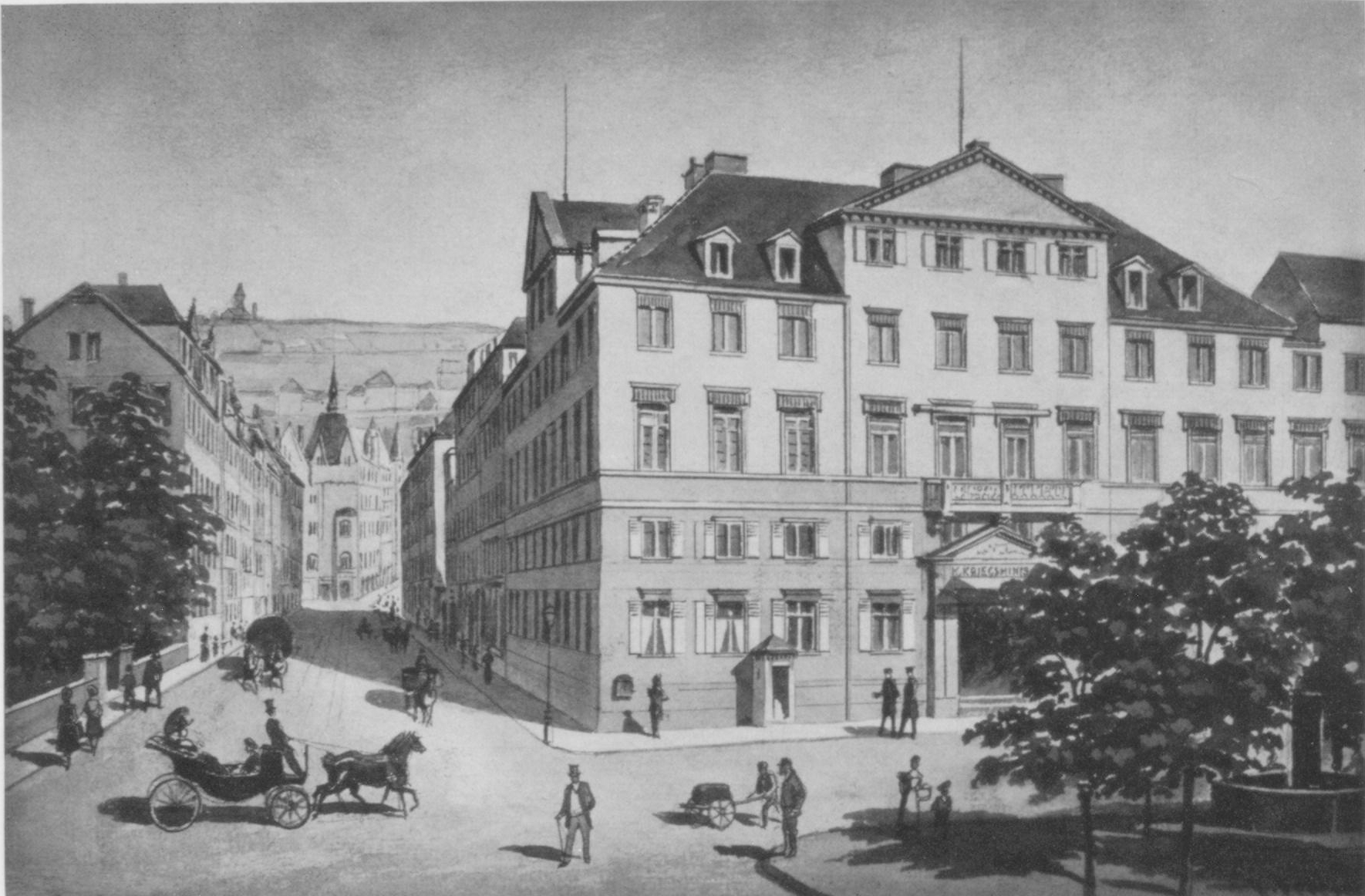
Das Kriegsministerium am Charlottenplatz um 1890

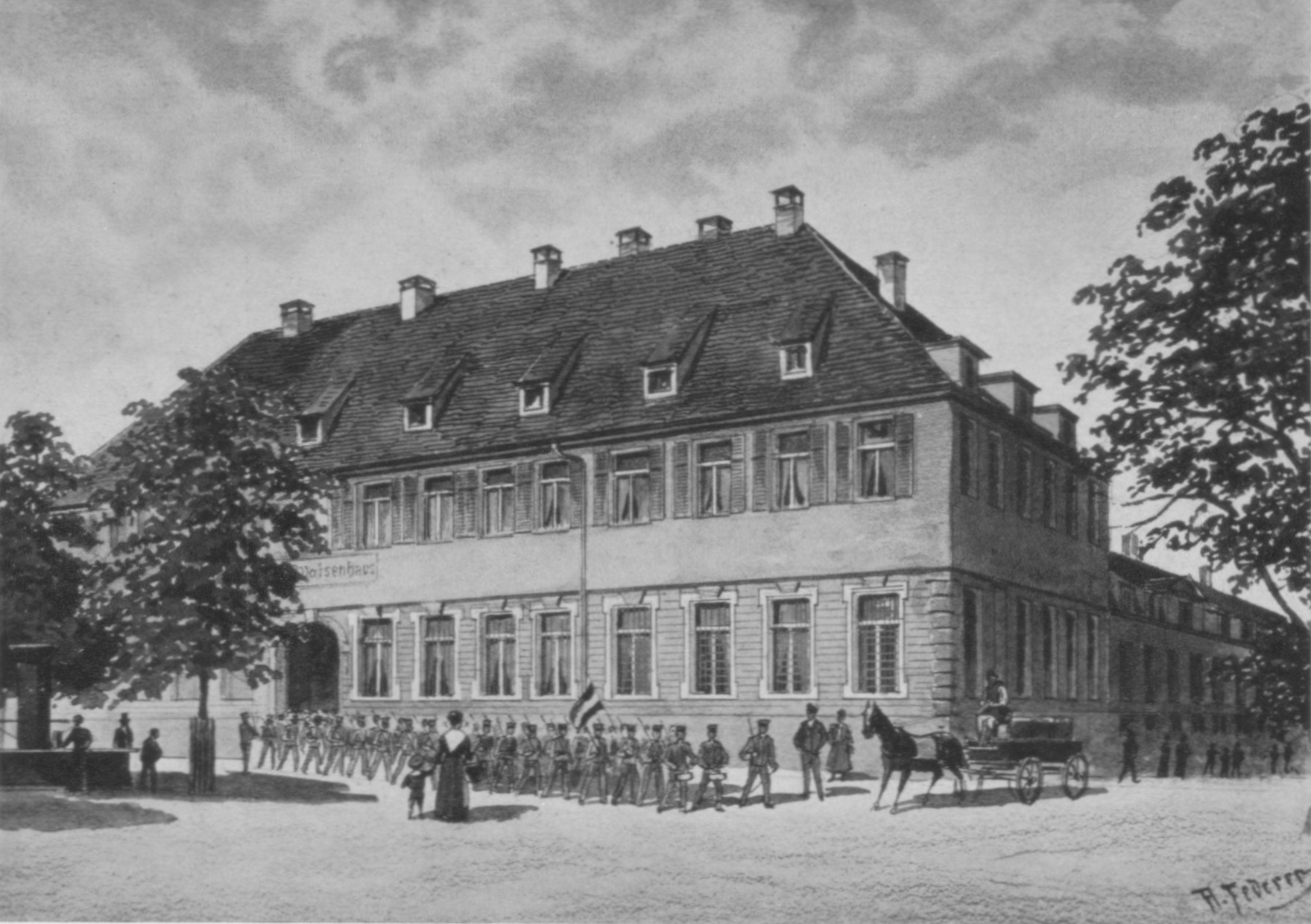
Das Alte Waisenhaus am Charlottenplatz um 1890

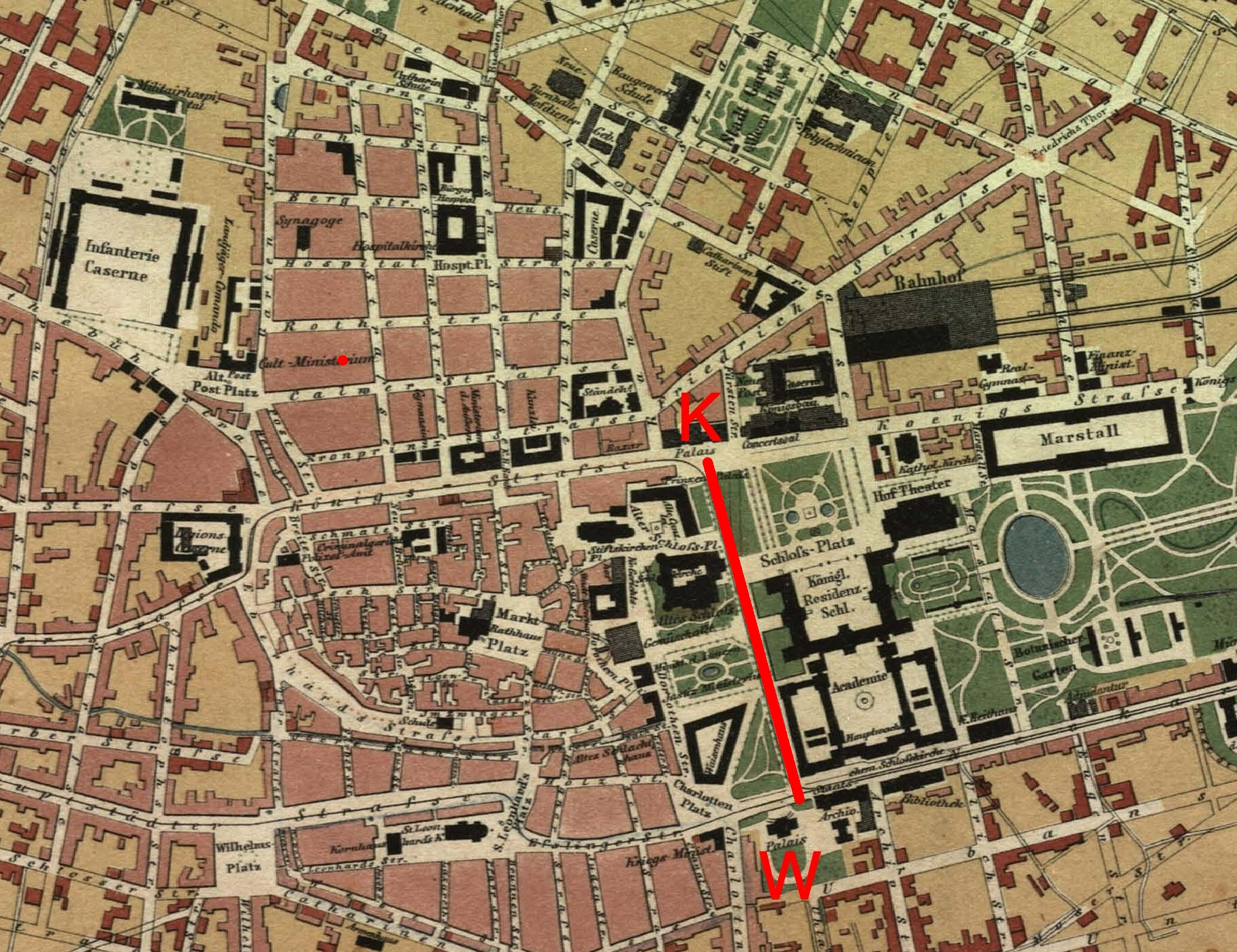
Der Charlottenplatz (südlich) auf einem Stadtplan von 1871

Der Charlottenplatz ist ein Platz in Stuttgart. Als in den 1960er-Jahren ein erheblicher Ausbau des Straßennetzes in Stuttgart stattfand, änderte der Charlottenplatz durch die Kreuzung der B 14 mit der B 27 ganz wesentlich sein Erscheinungsbild. Dazu wurde der Knotenpunkt der Straßenbahnlinien unter die Erde verlegt und die Bezeichnung Stadtbahn eingeführt.

## Lage
Der Charlottenplatz liegt im Süden der Stuttgarter Innenstadt im Stadtbezirk Mitte. Die B 14 verläuft etwa von Südsüdwest nach Nordnordost, die B 27 an dieser Stelle von Westnordwest nach Ostsüdost. Die Straße mit dem Namen „Planie“ verläuft nach Westen Richtung Schloßplatz und lag im Bereich der Umgrenzung der alten Stadt, wie es der Name schon andeutet. Die Fortsetzung der Planie nach Südosten heißt Charlottenstraße.
Planie und Charlottenstraße kreuzen die „Stadtautobahn“ B 14, die als Teil des City-Rings südlich des Platzes Hauptstätter Straße und nördlich davon Konrad-Adenauer-Straße heißt und die für den Durchgangsverkehr an den Kreuzungen unterirdisch verläuft, mit parallelen Zubringerstraßen auf ebenerdigen Niveau.
Der Abschnitt an der Konrad-Adenauer-Straße wird aufgrund der Vielzahl an Museen und anderen Kulturbauwerken umgangssprachlich als „Kulturmeile“ bezeichnet. Nördlich des Platzes liegen das Landtagsgebäude und das Neue Schloss, westlich befindet sich das Alte Waisenhaus. Im Süden des Platzes steht das Charlottenplatz-Hochhaus, daran schließt das Bohnenviertel an. Im Osten steht das Wilhelmspalais, das die Zentralbücherei der Stuttgarter Stadtbücherei beherbergte, bis sie im Oktober 2011 in ihr neues Gebäude umzog. Seit April 2018 ist das Stadtmuseum Stuttgart dort untergebracht.
Die Gebäude und Straßen rund um den Charlottenplatz gehören zu den beiden Stadtteilen (101) Oberer Schlossgarten und (102) Rathaus im Stadtbezirk Stuttgart-Mitte. Die beiden Stadtteile Heusteigviertel und Dobel liegen etwas entfernt südöstlich und die Diemershalde nordöstlich. Diese drei Stadtteile liegen – erhöht gegenüber dem Stadtkern – in der für Stuttgart typischen Halbhöhenlage. Die B 27, die den Stadtteil Dobel Richtung Bopser durchquert, hat nach dem „Olgaeck“ den Namen Hohenheimer Straße, weiter oben mündet sie dann in die Neue Weinsteige.

## Verkehrstechnische Bedeutung
Der Charlottenplatz ist ein insgesamt vierstöckiges Verkehrsbauwerk. Auf der Erdoberfläche quert die Bundesstraße 27 den Platz in Ost-West-Richtung, zwei Etagen tiefer die Bundesstraße 14 in  Nord-Süd-Richtung. Zwischen den Ebenen für den Straßenverkehr befindet sich die obere der zwei Ebenen der Haltestelle Charlottenplatz der Stuttgarter Stadtbahn.
Neben dem Hauptbahnhof ist der Charlottenplatz einer der Knotenpunkte der Stuttgarter Stadtbahn. Die Haltestelle Charlottenplatz gilt als der zweithäufig frequentierte Umsteigepunkt im Netz der Stuttgarter Straßenbahnen. Mit regulär acht Stadtbahnlinien wird die Haltestelle Charlottenplatz von mehr Linien bedient als jede andere Stadtbahnhaltestelle in Stuttgart.
An der Stadtbahn-Haltestelle wurden 2015 werktäglich 74.660 Fahrgäste gezählt.
| Teil des Liniennetzes              | Linie                       |
| ---------------------------------- | --------------------------- |
| Talquerlinien (parallel zur B 27)  | U5 · U6 · U7 · U12 · U15    |
| Tallängslinien (parallel zur B 14) | U2 · U4 · U14 · U11         |
| Busverkehr                         | SSB-Buslinien 42, 43 und 44 |

## Geschichte
Der Platz ist benannt nach Karoline Charlotte Auguste von Bayern, erst Kronprinzessin von Württemberg und später Kaiserin von Österreich. In der zweiten Hälfte der 1960er Jahre wurde der Platz im Rahmen des Ausbaus des Straßenzuges Hauptstätter Straße und Konrad-Adenauer-Straße für den Autoverkehr untertunnelt. Im Zuge der immer wieder diskutierten Überdeckelung der B 14 wurde im Frühjahr 2005 ein Teil der Konrad-Adenauer-Straße zwischen Neuem Schloss (Akademiegarten) und Wilhelmspalais mit einem Betondeckel versehen und begrünt.
Die ehemalige Hohe Karlsschule befand sich hinter dem Neuen Schloss. Daher hat der Akademiegarten, der heute an das Landtagsgebäude grenzt, seinen Namen.